# ザブダス
ザブダス (ラテン語: Zabdas) は、3世紀のシリアの軍人。パルミラの女王ゼノビアに仕え、ローマ帝国に対する反乱軍を指揮し、ローマ領エジプトや小アジアを征服した。
ローマ皇帝アウレリアヌスがパルミラを再征服した際、ザブダスらパルミラ帝国の高官はエメサで裁判にかけられ処刑された。

## 遠征

### タヌーフ族遠征
クラウディウス・ゴティクス帝の治下の270年、ザブダスはゼノビアやセプティミウス・ザッバイの支援の下、アラブ人のタヌーフ族討伐に向かった。
パルミラが独自にアラビアで軍事行動を展開していたのは、ローマ帝国中央の東方に対する統制力が弱まっており、隊商都市であるパルミラの貿易が脅かされていたためである。ゼノビアはおそらく、東方の安定を維持するためにはこの地域を直接支配するしかないと考えるようになっていた。またパルミラは、ボストラやエジプトと経済的な競争関係にあった。
ともかく、ゼノビアの軍事行動は、パルミラ支配に対するタヌーフ族の反抗がきっかけになったと考えられている。
ローマ帝国がトラキアの山中でゴート族との戦いに追われている中、パルミラは遠征を意図的に長引かせ、南進してボストラに向かった。
ローマ帝国のアラビア属州総督トラッススは、第3軍団キュレナイカを率いてパルミラ軍に応戦したが、惨敗して戦死した。パルミラ軍は降伏してきたボストラを占領、略奪し、第3軍団が崇めていたゼウス・ハンモン神殿を破壊した。

### エジプト征服
270年10月、ザブダスは7万人の軍を率いてエジプトに侵攻した。
この遠征の目的については、ゼノビアがローマとペルシアの戦争で寸断されていたユーフラテス川方面に通じる、別の交易路を求めていたことが一因とされることもあるが、実際にはユーフラテス川交易路はごく一部が妨げられていただけであった。ゼノビアは個人的に、東方にパルミラの支配体制を確立する政治的野心を抱いており、これもまたエジプト遠征を決断する要因となった。
パルミラ軍はアレクサンドリアに入り、5000人の守備隊を残して帰還した。しかしその時に海賊掃討に忙殺されていたアエギュプトゥス総督テナギノ・プロブスがすぐに帰ってきてアレクサンドリアを奪回した。しかしパルミラ軍も間もなく戻ってきて、アレクサンドリアを取り戻した。プロブスはバビロン要塞に撤退した。そこで、ザブダスに従っていたエジプト出身で地理を心得ているティマゲネスがローマ軍の背後を奇襲し、要塞を占領した。プロブスは自殺し、ここにパルミラによるエジプト支配が確立された。

### 小アジア遠征
271年、パルミラの将軍セプティミウス・ザッバイが小アジア遠征に出た。ザブダスは、その年の春からこの遠征に合流した。パルミラ軍はガラティアを併合し、ゾシムスの記述によれば、アンキュラにまで達した。一方でビテュニアやキュジコスの造幣局はローマ帝国の支配下にとどまり、カルケドン攻撃も失敗に終わった。小アジア遠征に関する記録は乏しいが、少なくともその西側の地域がゼノビアの征服を免れたのは事実である。
271年8月、ザブダスはパルミラに帰還した。この頃が、パルミラ帝国の頂点であった。

## アウレリアヌスとの戦争
272年、ローマ皇帝アウレリアヌスがボスポラス海峡を渡って小アジアを急速に進軍してきた。
インマエの戦いで、ザブダスはイッソスからアンティオキアに向かっていたアウレリアヌスの軍に敗れた。パルミラ軍はアンティオキア、次いでエメサに撤退したが、エメサの戦いで敗れた。この敗北により、パルミラ軍は首都パルミラに追い詰められた。ローマ軍は街を包囲し、度々強襲を仕掛けたが撃退された。しかし状況はパルミラ側にとって悪化するばかりで、ゼノビアはパルミラを脱出してサーサーン朝に支援を求めに向かったが、ユーフラテス川の近くでローマ軍に捕らえられ、アウレリアヌスのもとに連行された。まもなくパルミラ市民はローマ軍に和平を請い、街は陥落した。

## その後
女王ゼノビア、皇帝ウァバッラトゥス、それにザブダスをはじめパルミラ帝国の戦争を主導した者たちは、エメサに連行され裁判にかけられた。ほとんどの高官はここで処刑された。パルミラ陥落後のゼノビアの記録の中に名前が出てこないことから、ザブダスもこの時処刑されたと考えられている。